# Oklahannali
Oklahannali /=six towns; otuda i Sixtown Indians/, ime Oklahannali izvorno je označavalo 6 Choctaw gradova na nekoliko pritoka rijeke Chickasawhay u okruzima Smith i Jasper u Mississippiju, a kasnije označava jednu od 3 autonomne grupe Choctaw Indijanaca, koji su imali najjužnije Choctaw-naselje u Mississippiju. Oklahannali glase za najkonzervativniju granu plemena, ali također i kao najbolji igrači loptom i najljući ratnici. –Od ostalih Choctawa Oklahannali se razlikuju i po svom dijalektu, i njihovom običaju tetoviranja ustiju plavom bojom, zbog čega su oni kod ranijih autora nazivani imenom Blue Mouths. Po odlasku u Oklahomu, kraj koji naseliše, po njihovom velikom poglavici postade poznat kao Pushmataha. U novoj domovini njihov etnički identitet i političko jedinstvo postupno se izgubilo u centralističkoj vlasti naroda Choctaw. 
Ostale dvije Choctaw grupe bile su Oklafalaya (ili Zapadni Choctaws) i Ahepatokla (Oypatukla, 'potato-eating people' ili Sjeveroistočni). 
Sixtown-gradovi bili su Bishkon, Chinakbi, Inkillis Tamaha, Nashwaiya, Okatalaya i Talla. Populacija im je 1846 iznosila 650.

## Vanjske poveznice
- Choctaw Indian Dialect  Arhivirana inačica izvorne stranice od 23. kolovoza 2006. (Wayback Machine)